# 22173 Myersdavis
22173 Myersdavis è un asteroide della fascia principale. Scoperto nel 2000, presenta un'orbita caratterizzata da un semiasse maggiore pari a 2,5486886 UA e da un'eccentricità di 0,1319396, inclinata di 9,63737° rispetto all'eclittica.